# Force publique
Force Publique (nederländska: Openbare Weermacht) var den koloniala krigsmakten i Kongofristaten, sedermera Belgiska Kongo. Liksom de flesta andra kolonialarméer bestod uppgifterna i regel av att slå ner motstånd från den inhemska befolkningen som ansågs störa den koloniala ekonomin men krigföring utanför kolonins gränser förekom under de båda världskrigen.

## Historik

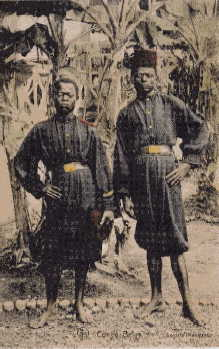
Soldater ur Force publique, fotografi taget kring år 1900.

### Kongofristaten
Force publique skapades 1885 av Kongofristatens inrikesadministratör Camille-Aimé Coquilhat på order av kung Leopold II av Belgien. I augusti 1886 utsågs styrkans första kommendant; grunden till officerskåren var yrkesofficerare från den belgiska armén. Kolonialarméns uppgift var att skydda fristatens gränser samt slå ner inre oroligheter. Man rekryterade meniga från krigarfolken i Övre Kongo men tog också in folk så långtifrån som Zanzibar och Västafrika.
Det var Force publique som ansvarade för den våldsamma exploateringen av den inhemska befolkningen i Kongofristaten och soldater tog regelbundet kvinnor ur lokalbefolkningen som gisslan samt hotade, utpressade eller torterade de bybor som inte uppfyllde de kvoter som utgjorde grunden i kolonins tvångsarbetssystem. Upproriska byar brändes ner och invånarna våldtogs, piskades eller utsattes för andra kroppsstraff för olydnad. Efter att kung Leopold II beordrat soldaterna att inte slösa kulor i onödan, då dessa kostade honom pengar, började soldater istället hugga av bybors händer för att bevisa att de hade upprätthållit reglerna för lokalbefolkningens gummikvoter. Samtidigt som denna kolonialekonomi utvecklades under strikt militär kontroll drabbades andra delar av Kongo av totalt förfall; de östra regionerna styrdes av arabiska slav- och elfenbenshandlare i början av 1890-talet. På grund av de stora avstånden mellan de isolerade regionala kompanierna och utposterna började lägre officerare prioritera egna ekonomiska intressen istället för deltagande i den större militära organisationen. Detta bäddade för korruption och institutionellt förfall.
1892–1894 förde Force publique ett framgångsrikt krig mot Zanzibars slavhandlare i de östra regionerna mellan Lomamifloden och Tanganyikasjön som Kongofristaten gjorde anspråk på, varefter man införde samma ekonomiska system där som i resten av Kongo.

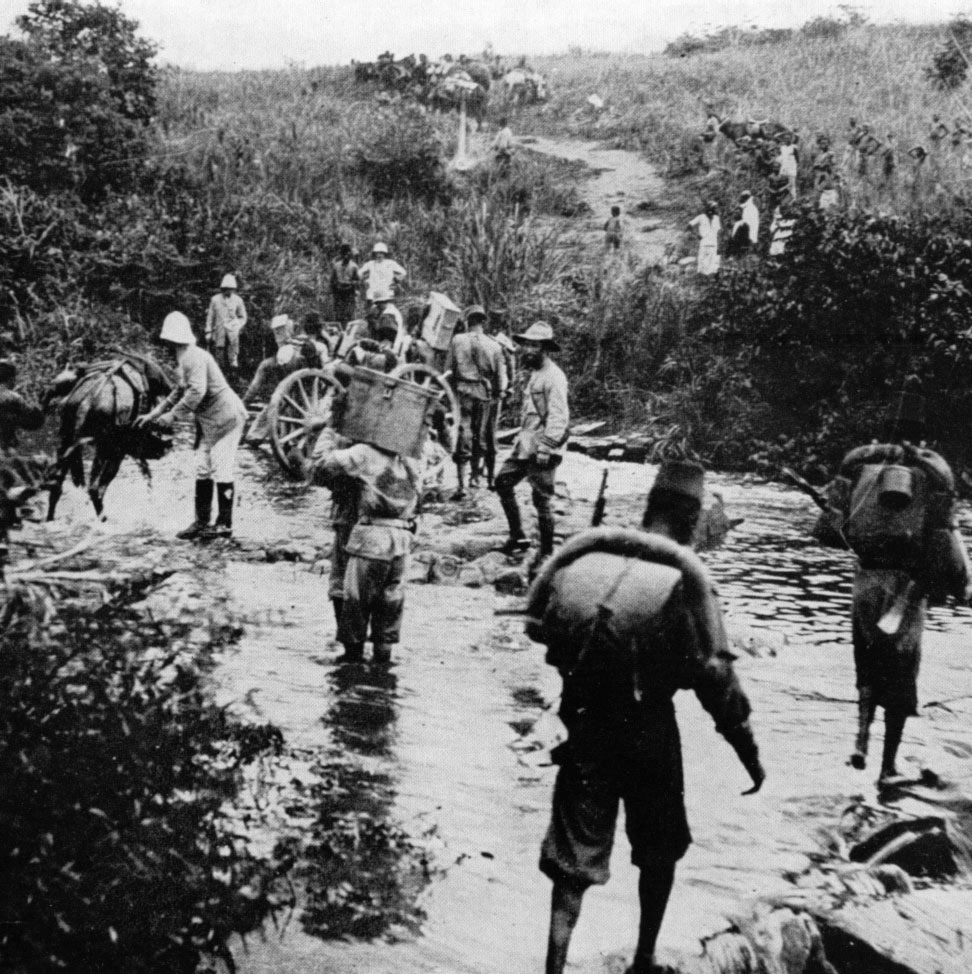
Force publique i Tyska Östafrika år 1918.

### Belgiska Kongo
År 1908 bildades en formell koloni, Belgiska Kongo, som efterträdde Kongofristaten på grund av skandalerna runt Leopold II av Belgiens politik gentemot den kongolesiska befolkningen. Detta medförde reformer av Force publique inklusive avskaffandet av de mest uppmärksammade bestraffningsmetoderna. Man omorganiserade styrkan till 21 kompanier plus artilleri- och ingenjörskompani och antalet soldater ökade snabbt. 1914 gick Belgien in i första världskriget och enheter ur Force publique deltog i invasionerna av Tyska Kamerun och Tyska Östafrika.
Under andra världskriget deltog Force publique under brittiskt befäl i fälttåget i Östafrika. Sedan Belgien kapitulerat till Nazityskland 1940 styrdes kolonialtrupperna av De fria belgiska styrkorna som samarbetade med de allierade. Under kriget expanderade armén till över 40 000 man. Efter kriget återgick kolonin till att regeras som förr vilket medförde att Force publique återgick till att huvudsakligen slå ner lokala missnöjesyttringar. Först år 1955 slutade soldater bära den ökända chicote, en piska gjord av flodhästskinn som symboliserade de våldsamma metoder som användes för att underkuva lokalbefolkningen. De belgiska kolonialmyndigheterna hade inga planer på sociala reformer eller avkolonisering och brydde sig därför inte om att låta de afrikanska soldaterna stiga i grad till att bli officerare. Först när belgarna märkte att Kongos självständighet var oundviklig började de satsa marginellt på utbildning av svarta officerare.
Efter Kongo-Léopoldvilles självständighet år 1960 döptes Force publique om till Kongolesiska nationella armén och blev det nya landets försvarsmakt. På grund av den rasbaserade kolonialpolitiken fanns inga kongoleser med högre grad eller befälserfarenhet varför de belgiska officerarna fick behålla sina jobb. Detta skulle utmynna i ett myteri i protest mot de gamla strukturerna vilket blev startskottet för Kongokrisen.

## Organisation
Force publique var underordnat den belgiska generalguvernören som bistods av en stab. Arméstyrkan utgjordes av regionala kompanier, utbildningsläger för nyrekryterade, en reservkår samt skolor för infödda underofficerare och gevärshantverkare. Officersgrader reserverades uteslutande för vita i enlighet med den koloniala raspolitiken, många var belgare men det fanns även legosoldater från andra europeiska länder. I den sista gruppen var skandinaverna den mest framträdande.
Under de vita officerarna stod över 10 000 afrikanska soldater av blandat etniskt ursprung, dock oftast tvångsrekryterade från krigarstammarna i kolonins innersta regioner. På grund av kolonins enorma landyta och det i jämförelse obetydliga antalet soldater i Force publique fanns ständigt svårigheter att upprätthålla ordentlig militär kontroll av gränstrakterna.